# Omaha, Nebraska
Omaha là thành phố đông dân nhất của tiểu bang Nebraska và là quận lỵ của quận Douglas. Thành phố nằm ở vùng Trung Tây Hoa Kỳ bên bờ sông Missouri, nằm cách 10 dặm (16 km) về phía bắc của cửa sông Platte. Theo điều tra dân số 2020, Omaha có dân số 486.051 người và là thành phố đông dân thứ 40 Hoa Kỳ.
Omaha cùng với thành phố Council Bluffs, Iowa tạo nên vùng đô thị Omaha–Council Bluffs, với dân số 967.604 người và là vùng đô thị đông dân thứ 58 Hoa Kỳ. Ước tính có khoảng 1,5 triệu người sinh sống trong bán kính 50 dặm (80 km) từ trung tâm thành phố Omaha. Thành phố Omaha mang biệt danh "Cánh cửa về phía Tây" bởi chuyến phà Lone Tree nối liền hai bờ sông Missouri giữa Omaha và thành phố Council Bluffs. Đến thế kỷ 19, vị trí của Omaha ngay tại trung tâm nước Mỹ đã biến nơi đây trở thành trung tâm giao thông vận tải quan trọng của cả nước.
Hiện nay, Omaha là nơi đặt trụ sở chính của bốn công ty Fortune 500: tập đoàn Berkshire Hathaway, công ty xây dựng lớn nhất thế giới Kiewit Corporation, hãng bảo hiểm và tài chính Mutual of Omaha và công ty vận tải đường sắt lớn thứ hai Hoa Kỳ Union Pacific Corporation.

## Lịch sử
Trước khi người châu Âu đến đây, rất nhiều các bộ lạc người bản địa đã sinh sống xung quanh nơi hợp lưu của sông Platte và sông Missouri, trong đó có người Omaha, người Ponca, người Pawnee, người Otoe, người Missouri và người Ioway. Ý nghĩa tên gọi "Omaha" trong tiếng của người bản địa là "Người dân sống trên thượng nguồn" hay "Ngược dòng nước".
Năm 1803, Hoa Kỳ mua lại vùng đất Louisiana từ Pháp, bao gồm toàn bộ tiểu bang Nebraska ngày nay. Năm 1804, đoàn thám hiểm của Lewis và Clark lần đầu tiên khám phá dọc theo sông Missouri, đi qua vùng đất mà ngày nay là thành phố Omaha. Ngày 3 tháng 8 năm 1804, các thành viên trong đoàn thám hiểm đã có cuộc gặp mặt đầu tiên với những lãnh đạo của bộ lạc Otoe và Missouria tại Council Bluff, cách thành phố Omaha ngày này 20 dặm (32 km) về phía bắc. Chuyến thám hiểm này đã thúc đẩy thị trường buôn bán lông thú và sự thành lập của các công ty thương mại lông thú. Trong các thập kỷ tiếp theo, người Mỹ đã xây dựng hàng loạt các tiền đồn buôn bán lông thú tại vùng đất này; bao gồm Fort Lisa xây năm 1812, Fort Robidoux xây năm 1822 và Fontenelle's Post năm 1823. Năm 1853, tuyến phà Lone Tree nối liền thành phố Council Bluffs, Iowa với Nebraska được vận hành trong cơn sốt vàng California cũng như làn sóng người di cư về phía tây.
Năm 1854, bộ lạc Omaha thông qua thông dịch viên Logan Fontenelle đã đồng ý bán lại vùng đất 4 triệu mẫu Anh (16,000 km2) tại phần trung tâm phía đông Nebraska cho chính phủ Hoa Kỳ. Trong cùng năm 1854, Đạo luật Kansas–Nebraska được thông qua, chính thức thành lập lãnh thổ Kansas và lãnh thổ Nebraska. Chỉ vài tháng sau đạo luật trên, Alfred D. Jones cùng William D. Brown đã khảo sát và quy hoạch khu vực trung tâm thành phố Omaha ngày nay. Omaha chính thức trở thành thành phố vào ngày 5 tháng 3 năm 1857, khi văn phòng thị trưởng được thành lập. Nơi đây được chọn là thủ phủ của lãnh thổ Nebraska cho đến năm 1867.

## Địa lý
Thành phố Omaha nằm trong vùng Trung Tây Hoa Kỳ, bên bờ hữu sông Missouri, có tổng diện tích 378,47 km2 (146,13 dặm vuông Anh), trong đó 369,09 km2 (142,51 dặm vuông Anh) là đất liền và 9,37 km2 (3,62 dặm vuông Anh) là mặt nước. Vùng đô thị Omaha–Council Bluffs bao gồm tám quận hạt, năm tại Nebraska và ba quận thuộc Iowa, với phần trung tâm là thành phố Omaha. Năm 2020, vùng đô thị này có dân số là 967.604 người và là vùng đô thị lớn nhất ở cả hai tiểu bang Nebraska và Iowa. Với vị trí trung tâm cả nước, Omaha được xem như "Trái tim" của Hoa Kỳ.

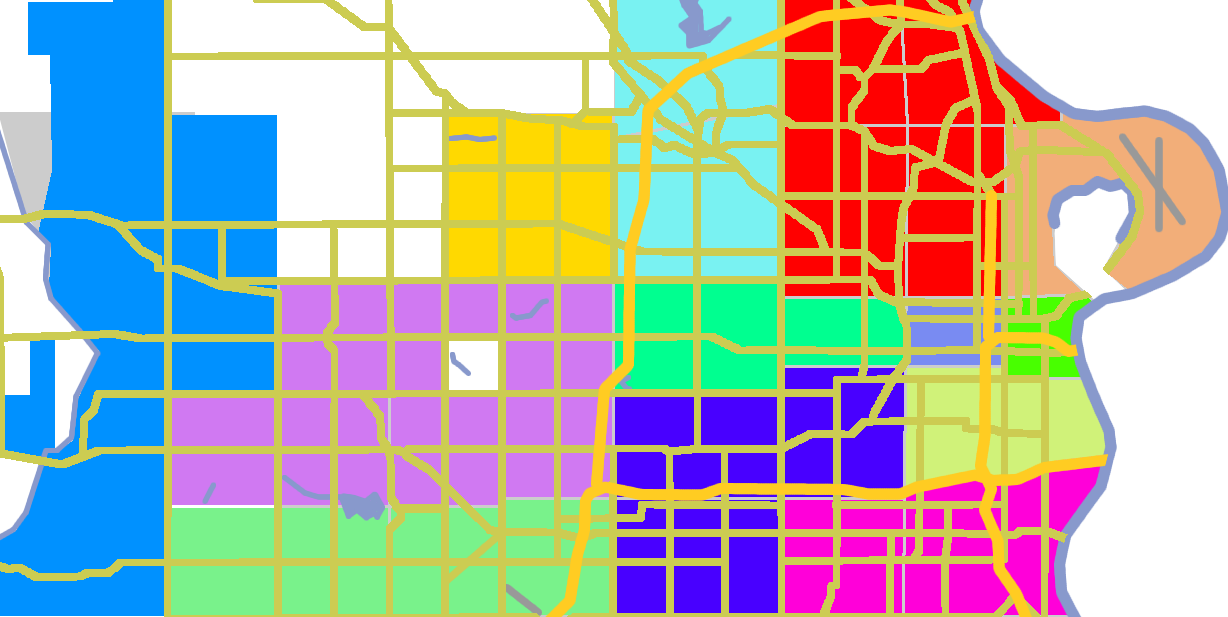
Downtown - ô xanh chuối bên góc phải, Midtown - xanh dương xám, North - đỏ, South - hồng, West - tím, East - cam đào

### Các phân khu
Omaha được chia làm sáu khu vực địa lý chính: khu trung tâm (Downtown), khu Midtown, khu vực phía Bắc (North Omaha), khu vực phía Nam (South Omaha), khu vực phía Đông (East Omaha) và khu vực phía Tây (West Omaha). Thành phố cũng có rất nhiều các khu phố cổ xen lẫn mới, thể hiện tính đa dạng kinh tế xã hội, với các khu dân cư được phát triển tập trung theo văn hóa sắc tộc như Little Italy (Tiểu Ý), Little Bohemia (Tiểu Bohemia), Little Mexico (Tiểu Mexico) và Greek Town (Khu Hy Lạp). Theo dữ liêu Cục Thống kê Hoa Kỳ, vào năm 1880 có năm khu tập trung các sắc tộc châu Âu khác nhau tại Omaha nhưng đến năm 1900, con số này tăng lên chín.
Kể từ khi thành lập, Omaha đã trải qua nhiều lần sáp nhập và mở rộng. Lần mở rộng, sáp nhập đầu tiên là vào năm 1854, khi East Omaha trở thành một phần của thành phố Omaha. Vào hai năm 1915 và 1917, Omaha lần lượt mở rộng, sáp nhập các khu vực lân cận như South Omaha, Dundee, Benson và Florence. Sau lần sáp nhập gần đây nhất với thành phố Elkhorn vào năm 2007, thành phố vẫn tiếp tục ý định mở rộng trong tương lai.

### Khí hậu
Omaha, nằm ở vĩ độ 41,26°B và vị trí cách xa các dãy núi lớn, có khí hậu lục địa ẩm với mùa hè nóng (Köppen Dfa). Nhiệt độ có thể lên đến 32 °C (90 °F) suốt 29 ngày trong năm, và còn lên đến 38 °C (100 °F) khoảng 1,7 ngày mỗi năm. Nhiệt độ trung bình hàng ngày dao động từ −4,2 °C (24,4 °F) vào tháng 1 đến 25,6 °C (78,1 °F) vào tháng 7. Mùa hè tại Omaha thường xuyên có mưa, thỉnh thoảng có mưa dông, lượng giáng thủy trung bình năm là 809 mm (31,9 in). Mùa đông lạnh, tuyết rơi khá phố biến, lượng tuyết rơi trung bình năm là 69 cm (27 in).
Tại Omaha, mức nhiệt thấp kỷ lục được ghi nhận là −32 °F (−36 °C) vào ngày 1 tháng 5 năm 1884, và mức nhiệt cao kỷ lục được ghi nhận vào ngày 25 tháng 7 năm 1936 là 114 °F (46 °C). Dựa trên số liệu lưu trữ trong vòng 30 năm bởi Trung tâm Dữ liệu Thời tiết Quốc gia trong ba tháng: tháng 12, tháng 1 và tháng 2, đài Weather Channel đã xếp hạng thành phố Omaha là thành phố lớn lạnh thứ 5 nước Mỹ vào năm 2014.
| Dữ liệu khí hậu của Omaha, Nebraska                                                                         | Dữ liệu khí hậu của Omaha, Nebraska | Dữ liệu khí hậu của Omaha, Nebraska | Dữ liệu khí hậu của Omaha, Nebraska | Dữ liệu khí hậu của Omaha, Nebraska | Dữ liệu khí hậu của Omaha, Nebraska | Dữ liệu khí hậu của Omaha, Nebraska | Dữ liệu khí hậu của Omaha, Nebraska | Dữ liệu khí hậu của Omaha, Nebraska | Dữ liệu khí hậu của Omaha, Nebraska | Dữ liệu khí hậu của Omaha, Nebraska | Dữ liệu khí hậu của Omaha, Nebraska | Dữ liệu khí hậu của Omaha, Nebraska | Dữ liệu khí hậu của Omaha, Nebraska |
| Tháng | 1                                   | 2                                   | 3                                   | 4                                   | 5                                   | 6                                   | 7                                   | 8                                   | 9                                   | 10                                  | 11                                  | 12                                  | Năm                                 |
| --- | ----------------------------------- | ----------------------------------- | ----------------------------------- | ----------------------------------- | ----------------------------------- | ----------------------------------- | ----------------------------------- | ----------------------------------- | ----------------------------------- | ----------------------------------- | ----------------------------------- | ----------------------------------- | ----------------------------------- |
| Cao kỉ lục °C (°F)                                                                                          | 21 (69)                             | 27 (80)                             | 33 (91)                             | 36 (96)                             | 39 (103)                            | 42 (107)                            | 46 (114)                            | 44 (111)                            | 40 (104)                            | 36 (96)                             | 28 (83)                             | 23 (74)                             | 46 (114)                            |
| Trung bình ngày tối đa °C (°F)                                                                              | 0.9 (33.6)                          | 3.7 (38.6)                          | 11.2 (52.1)                         | 17.8 (64.1)                         | 23.7 (74.6)                         | 29.1 (84.4)                         | 31.2 (88.1)                         | 29.9 (85.8)                         | 26.2 (79.1)                         | 18.6 (65.5)                         | 10.2 (50.3)                         | 3.2 (37.7)                          | 17.1 (62.8)                         |
| Trung bình ngày °C (°F)                                                                                     | −4.2 (24.4)                         | −1.7 (28.9)                         | 5.0 (41.0)                          | 11.4 (52.6)                         | 17.6 (63.6)                         | 23.3 (73.9)                         | 25.6 (78.1)                         | 24.3 (75.7)                         | 19.8 (67.6)                         | 12.4 (54.4)                         | 4.6 (40.2)                          | −1.8 (28.7)                         | 11.3 (52.4)                         |
| Tối thiểu trung bình ngày °C (°F)                                                                           | −9.3 (15.2)                         | −7.1 (19.3)                         | −1.1 (30.0)                         | 5.1 (41.1)                          | 11.5 (52.7)                         | 17.4 (63.4)                         | 20.0 (68.0)                         | 18.7 (65.6)                         | 13.4 (56.1)                         | 6.2 (43.2)                          | −1.0 (30.2)                         | −6.8 (19.8)                         | 5.6 (42.1)                          |
| Thấp kỉ lục °C (°F)                                                                                         | −36 (−32)                           | −32 (−26)                           | −27 (−16)                           | −15 (5)                             | −4 (25)                             | 4 (39)                              | 7 (44)                              | 6 (43)                              | −2 (28)                             | −13 (8)                             | −26 (−14)                           | −32 (−25)                           | −36 (−32)                           |
| Lượng Giáng thủy trung bình mm (inches)                                                                     | 19 (0.75)                           | 24 (0.95)                           | 45 (1.79)                           | 81 (3.17)                           | 118 (4.66)                          | 113 (4.44)                          | 90 (3.55)                           | 117 (4.60)                          | 75 (2.96)                           | 59 (2.32)                           | 37 (1.45)                           | 31 (1.22)                           | 809 (31.86)                         |
| Lượng tuyết rơi trung bình cm (inches)                                                                      | 18 (7.2)                            | 20 (7.8)                            | 7.6 (3.0)                           | 2.5 (1.0)                           | 0.25 (0.1)                          | 0.0 (0.0)                           | 0.0 (0.0)                           | 0.0 (0.0)                           | 0.0 (0.0)                           | 1.3 (0.5)                           | 4.3 (1.7)                           | 15 (5.8)                            | 69 (27.1)                           |
| Số ngày giáng thủy trung bình (≥ 0.01 in)                                                                   | 6.9                                 | 7.3                                 | 8.0                                 | 10.5                                | 12.8                                | 11.0                                | 9.9                                 | 8.9                                 | 7.8                                 | 7.2                                 | 6.0                                 | 6.8                                 | 103.1                               |
| Số ngày tuyết rơi trung bình (≥ 0.1 in)                                                                     | 5.6                                 | 5.7                                 | 2.4                                 | 0.9                                 | 0.1                                 | 0.0                                 | 0.0                                 | 0.0                                 | 0.0                                 | 0.4                                 | 1.8                                 | 4.8                                 | 21.7                                |
| Độ ẩm tương đối trung bình (%)                                                                              | 71.1                                | 71.1                                | 66.3                                | 60.6                                | 63.8                                | 65.8                                | 68.3                                | 70.9                                | 71.8                                | 67.4                                | 71.1                                | 73.8                                | 68.5                                |
| Số giờ nắng trung bình tháng                                                                                | 167.8                               | 157.6                               | 206.4                               | 230.1                               | 277.1                               | 314.0                               | 332.5                               | 296.3                               | 245.5                               | 217.5                               | 148.0                               | 134.1                               | 2.726,9                             |
| Nguồn: Cơ quan Quản lý Khí quyển và Đại dương Quốc gia Mỹ (National Oceanic and Atmospheric Administration) |                                     |                                     |                                     |                                     |                                     |                                     |                                     |                                     |                                     |                                     |                                     |                                     |                                     |

## Nhân khẩu
Omaha là thành phố đông dân nhất tiểu bang Nebraska, với dân số 486.051 người vào năm 2020, mật độ dân số 3,406 người/dặm vuông (1.315 người/km2).

### Thành phần dân tộc
| Các nhóm dân tộc                   | 2020  | 2010  | 1990  | 1970  | 1940  |
| ---------------------------------- | ----- | ----- | ----- | ----- | ----- |
| Người Mỹ da trắng                  | 65.5% | 73.1% | 83.9% | 89.4% | 94.5% |
| Người Mỹ gốc Phi                   | 12.4% | 13.7% | 13.1% | 9.9%  | 5.4%  |
| Người Mỹ bản địa                   | 1.1%  | 0.8%  | 0.7%  |       |       |
| Người Mỹ gốc Latinh và Tây Ban Nha | 14.0% | 13.1% | 3.1%  | 1.9%  |       |
| Người Mỹ gốc Á                     | 4.6%  | 2.4%  | 1.0%  | 0.2%  | 0.1%  |
| Người đa chủng tộc                 | 9.1%  | 3.0%  |       |       |       |

Theo Điều tra dân số Hoa Kỳ năm 2020, thành phần sắc tộc tại Omaha bao gồm 65,47% (318.218) người Mỹ da trắng, 12,4% (60.280) người Mỹ gốc Phi, 1,12% (5.426) người Mỹ bản địa, 4,6% (22.377) người Mỹ gốc Á, 0,09% (461) người Mỹ gốc Quần đảo Thái Bình Dương, 7,25% (35.233) các chủng tộc khác và 9,06% (44.056) người đa chủng tộc. Vào năm 2022, ước tính Omaha có khoảng 75.546 người Mỹ gốc Latinh và Tây Ban Nha, chiếm khoảng 15,5% dân số.

### Cơ cấu độ tuổi và giới tính
Theo Khảo sát cộng đồng Hoa Kỳ năm 2022, cơ cấu độ tuổi của thành phố bao gồm 24,5% dưới 18 tuổi; 9,6% từ 18 đến 24 tuổi; 28,2% từ 25 đến 44 tuổi; 23,2% từ 45 đến 64 tuổi và 13,1% từ 65 tuổi trở lên. Độ tuổi trung vị của thành phố là 35,3 tuổi, tỉ lệ giới tính là 99.8 nam giới so với 100 nữ giới.

### Mức thu nhập
Theo thống kê 5 năm 2016-2020 của cơ quan Khảo sát cộng đồng Hoa Kỳ, ước tính mức thu nhập trung vị của một hộ dân trong 12 tháng là 62.213 đô la, trong khi mức thu nhập trung vị của một gia đinh là 80.956 đô la. Nam giới có mức thu nhập trung vị một năm là 41.528 đô la so với 31.295 đô la của nữ giới. Khoảng 12% dân số thành phố dưới mức nghèo, bao gồm 15,6% trẻ em dưới 18 tuổi và 7,8% người già trên 65 tuổi.

### Tỷ lệ tội phạm
Omaha có tỷ lệ tội phạm bạo lực trên 100.000 người thấp hơn mức trung bình thường thấy tại ba chục thành phố có quy mô tương tự ở Hoa Kỳ. Trái ngược với xu hướng gia tăng tỷ lệ tội phạm nói chung kể từ năm 2003, tỷ lệ tội phạm đã sụt giảm ở cả Omaha và các thành phố lân cận. Năm 2006, Omaha có số vụ giết người xếp thứ 46 trong số 72 thành phố ở Hoa Kỳ với dân số hơn 250.000 người.
Là một thành phố công nghiệp lớn vào giữa thế kỷ 20, Omaha đã trải qua nhiều căng thẳng và xung đột trong xã hội, bao gồm sự tăng trưởng dân số nhanh chóng và sự xuất hiện của một lượng lớn người nhập cư và di cư. Tình trạng nghèo đói dai dẳng do nạn phân biệt chủng tộc và thất nghiệp đã dẫn đến nhiều kiểu tội phạm khác nhau vào cuối thế kỷ 20. Buôn bán và lạm dụng ma túy trở nên gắn liền với tỷ lệ tội phạm bạo lực, đặc biệt gia tăng sau khi các băng đảng ở Los Angeles mở rộng địa bàn đến Omaha năm 1986.

## Kinh tế
Omaha có một nền kinh tế với đa dạng các ngành nghề, trong đó bao gồm ngân hàng, bảo hiểm, bưu chính viễn thông, kiến trúc/xây dựng, giao thông vận tải. Hiện nay, nhóm ngành dịch vụ chiếm khoảng 40% tổng số việc làm của thành phố.
Doanh nhân nổi bật nhất của Omaha là Warren Buffett, người thường xuyên nằm trong nhóm những người giàu nhất thế giới. Ngoài ra, Omaha có bốn công ty nằm trong danh sách Fortune 500 đặt trụ sở tại đây: Berkshire Hathaway, Union Pacific Railroad, Mutual of Omaha và Kiewit Corporation. Thành phố cũng là nơi đặt trụ sở chính của một số tập đoàn lớn khác, bao gồm Gallup Organisation, TD Ameritrade, Werner Enterprises, First National Bank, Gavilon, Scoular và First Comp Insurance.
Tỷ lệ thất nghiệp vào tháng 8 năm 2023 ở vùng đô thị Omaha-Council Bluffs là 2,2%, thấp hơn so với mức 3,9% của toàn Hoa Kỳ.
| #                                                 | Đơn vị tuyển dụng                             | Số lượng nhân viên |
| ------------------------------------------------- | --------------------------------------------- | ------------------ |
| 1                                                 | Căn cứ Không quân Offutt                      | 5.000+             |
| 2                                                 | Khu học chánh công lập Omaha                  | 5.000+             |
| 3                                                 | Hệ thống Y tế Nebraska Medicine               | 5.000+             |
| 4                                                 | Hệ thống Y tế CHI Health                      | 5.000+             |
| 5                                                 | Tổ chức phi lợi nhuận Methodist Health System | 5.000+             |
| 6                                                 | Bệnh viện Đại học Y Nebraska                  | 2.500+             |
| 7                                                 | Công ty tài chính Mutual of Omaha             | 2.500+             |
| 8                                                 | Chính quyền thành phố Omaha                   | 2.500+             |
| 9                                                 | Ngân hàng First National Bank                 | 2.500+             |
| 10                                                | Công ty tài chính Fiserv                      | 2.500+             |
| Nguồn: Báo cáo Tài chính 2024 của thành phố Omaha |                                               |                    |

## Chính phủ
Omaha được quản lý chặt chẽ bởi mô hình thị trưởng-hội đồng, một thị trưởng bên cạnh các thành viên trong hội đồng được bầu chọn từ bảy quận trong thành phố. Chính quyền thành phố Omaha quản lý 12 cơ quan khác nhau, trong đó có sở cảnh sát, sở tài chính, sở cứu hỏa, sở quy hoạch, thư viện thành phố. Hội đồng thành phố Omaha là cơ quan lập pháp của thành phố, ban hành luật và các quyết định tại địa phương và phê duyệt ngân sách thành phố.

## Giáo dục
Omaha có nhiều cơ sở giáo dục công lập và tư thục, bao gồm Khu học chánh công lập Omaha, khu học chánh lớn nhất ở Nebraska, phục vụ hơn 47.750 học sinh tại hơn 75 trường. Thông qua việc sáp nhập, Omaha còn có hai học khu lớn khác là Học khu công lập Millard và Học khu công lập Elkhorn. Tổng cộng có tới 5 khu học chánh nằm trong phạm vi thành phố Omaha và 10 khu học chánh trong vùng đô thị Omaha. Vào năm 2007, cơ quan lập pháp Nebraska đã thông qua kế hoạch thành lập một cộng đồng học tập chung cho các khu học chánh ở khu vực Omaha với một hội đồng ban giám hiệu quản lý.
Tổng giáo phận Công giáo Omaha hiện đang điều hành nhiều trường Công giáo tư thục với 21.500 học sinh theo học ở 32 trường tiểu học và 9 trường trung học.
Omaha có 11 trường cao đẳng và đại học khác nhau, bao gồm Đại học Nebraska-Omaha thuộc hệ thống Đại học Nebraska. Đại học Y Nebraska tại Omaha sở hữu Trung tâm Ung thư Eppley, một trong 66 trung tâm nghiên cứu ung thư của Viện Ung thư Quốc gia Hoa Kỳ.
Đại học Creighton với cơ sở chính tại Omaha được xếp hạng những trường đại học tốt nhất vùng Trung Tây Hoa Kỳ.

## Giao thông
Vai trò trung tâm của Omaha trong lịch sử giao thông vận tải khắp nước Mỹ khiến nơi đây có biệt danh là "Cánh cổng về phía Tây". Theo sắc lệnh của Tổng thống Abraham Lincoln, Council Bluffs, Iowa, đựoc chọn là điểm khởi đầu cho tuyến đường sắt Union Pacific. Tuy nhiên, trên thực tế, tuyến đường sắt xuyên lục địa đầu tiên được xây dựng và từ điểm đầu phía Đông tại thành phố Omaha. Đến giữa thế kỷ 20, gần như mọi tuyến đường sắt lớn đều kết nối đến Omaha.
Năm 1872, cây cầu Union Pacific Missouri River, cây cầu đầu tiên được xây dựng tại Omaha nối liền tuyến đường sắt xuyên lục địa với các tuyến khác tại Council Bluffs, Iowa. Năm 1888, cây cầu đường bộ đầu tiên, cầu Ak-Sar-Ben, được khánh thành. Vào thập niên 1890, cầu Illinois Central Missouri River được xây dựng, trở thành cây cầu xoay dài nhất vào thời điểm đó.
Ngày nay, hình thức giao thông chính ở Omaha là giao thông đường bộ, với các tuyến chính gồm I-80, I-480, I-680, I-29 và quốc lộ số 75 (US 75). Tuyến quốc lộ số 6 (US 6) và tuyến xa lộ tiểu bang 28B (L-28B) dọc theo Đường West Dodge cùng với tuyến quốc lộ số 275 (US 275) đoạn từ I-680 đến Fremont cũng đã được nâng cấp lên tiêu chuẩn đường cao tốc.
Một nghiên cứu năm 2017 của Walk Score đã xếp hạng Omaha là thành phố thân thiện với người đi bộ thứ 26 trong số 50 thành phố lớn nhất Hoa Kỳ.

## Liên kết
- Tư liệu liên quan tới Omaha, Nebraska tại Wikimedia Commons